# La Fricassée
La Fricassée est une émission de télévision jeunesse québécoise diffusée du 7 janvier au 2 juin 1976 à la Télévision de Radio-Canada. Elle présentait une série de sketches variant de une à cinq minutes, de chansons et de séquences où sont exploitées différentes disciplines.

## Personnages
Certains personnages récurrents revenaient dans les sketches comme Gaston Boston, détective privé ; Catherinette Latouche, pianiste réputée ; les hommes forts ; les sauteurs en hauteur ; et des mouches qui se retrouvaient dans la soupe, Jaco Jacasse le perroquet, Le courrier de l'homme le plus paresseux, le Magicien, Madame Bigras la femme du travailleur (avec des sandwiches aux œufs dans un sac en papier brun qu'il ne mangeait jamais).

## Interprètes
Les principaux interprètes, sont Pierre Curzi, Michèle Deslauriers, Muriel Dutil, Claude Maher, Denis Mercier, Marc Messier, Lorraine Pintal et Serge Thériault.
L'équipe de scripteur comprenait Jacqueline Barrette, Isabelle Doré, Jacques Grisé, Claude Meunier, Jean-Pierre Plante, Raymond Plante et Serge Thériault.

## Postérité
Quelques années plus tard, Radio-Canada produisit Pop Citrouille, une émission semblable.